# Norbu Zangpo
Gyaltsab Rinpoché
Dragpa Choyang Konchog Ozer
Pour les articles homonymes, voir Norzang.
Norbu Zangpo ou Norbu Sangpo tibétain : ནོར་བུ་བཟང་པོ, Wylie : nor bu bzang po, né à Li Jiang (correspondant à l'actuel Lijiang dans le Yunnan), en 1659 et décédé à Tsourphou, au Tibet, en 1698, est un tulku tibétain. Il est le 6e Gyaltsab Rinpoché, l'un des lamas les plus importants de l'école karma-kagyu du bouddhisme tibétain.
Il est le fils de Chöying Dorje, le 10e karmapa, et de son épouse Kelpa Zangmo, une femme naxi de Lijiang où le karmapa s'est réfugié pendant environ 15 ans à la suite de l'invasion du Tibet dans les années 1640 par le mongol qoshot Güshi Khan, à la demande de Lobsang Gyatso, le 5e dalaï-lama, de l'école gelug. Les rois tibétains du Tsang, Karma Phuntsok Namgyal (règne 1611 – 1620) et son successeur Karma Tenkyong Wangpo (règne 1620 – 1642), étaient opposés à l'école gelug.
Il a été intronisé par le 10e karmapa. Il est connu comme un maître de méditation et a écrit de nombreux commentaires.
Après le retour du 10e karmapa à Lhassa en 1673 à la suite de l'amélioration de la situation politique, le 5e dalaï-lama donna les vœux de moines  à Norbu Zangpo et au 5e Nénang Pawo Tsouglag Trinlé Gyatso pour sceller le retour de l'harmonie entre les lignées guéloug et karma-kagyu.
Après la mort de son père en 1674, Norbu Zangpo et le 7e Shamar Yeshe Nyingpo ont confirmé que Yeshe Dorje, découvert par le Tertön Mingyour Dorje, était sa réincarnation, et le 11e karmapa.